# 五霞インターチェンジ
五霞インターチェンジ （ごかインターチェンジ）は、茨城県猿島郡五霞町大字幸主にある首都圏中央連絡自動車道（圏央道）のインターチェンジである。

## 歴史
- 2013年（平成25年）12月24日：当ICの名称が「五霞IC」で正式決定[3]。
- 2015年（平成27年）3月29日：久喜白岡JCT - 境古河IC間開通に伴い、供用開始[2][1][4]。
- 2018年（平成30年）3月24日：国土交通省の社会実験事業として、高速道路一時退出実験の試行開始[5]（ETC2.0搭載車に限定して、当ICで流出し、隣接する道の駅ごかに立ち寄り後、1時間以内に当ICから再流入して順方向に利用の場合、目的地まで高速道路を降りずに利用した場合と同じ料金に調整される。）
- 2020年（令和2年）3月27日：高速道路一時退出実験の退出可能時間がそれまでの1時間以内から3時間以内に引き上げられる[6]。
- 2022年（令和4年）7月1日 : 高速道路一時退出実験の退出可能時間がそれまでの3時間以内から2時間以内に変更[7]。

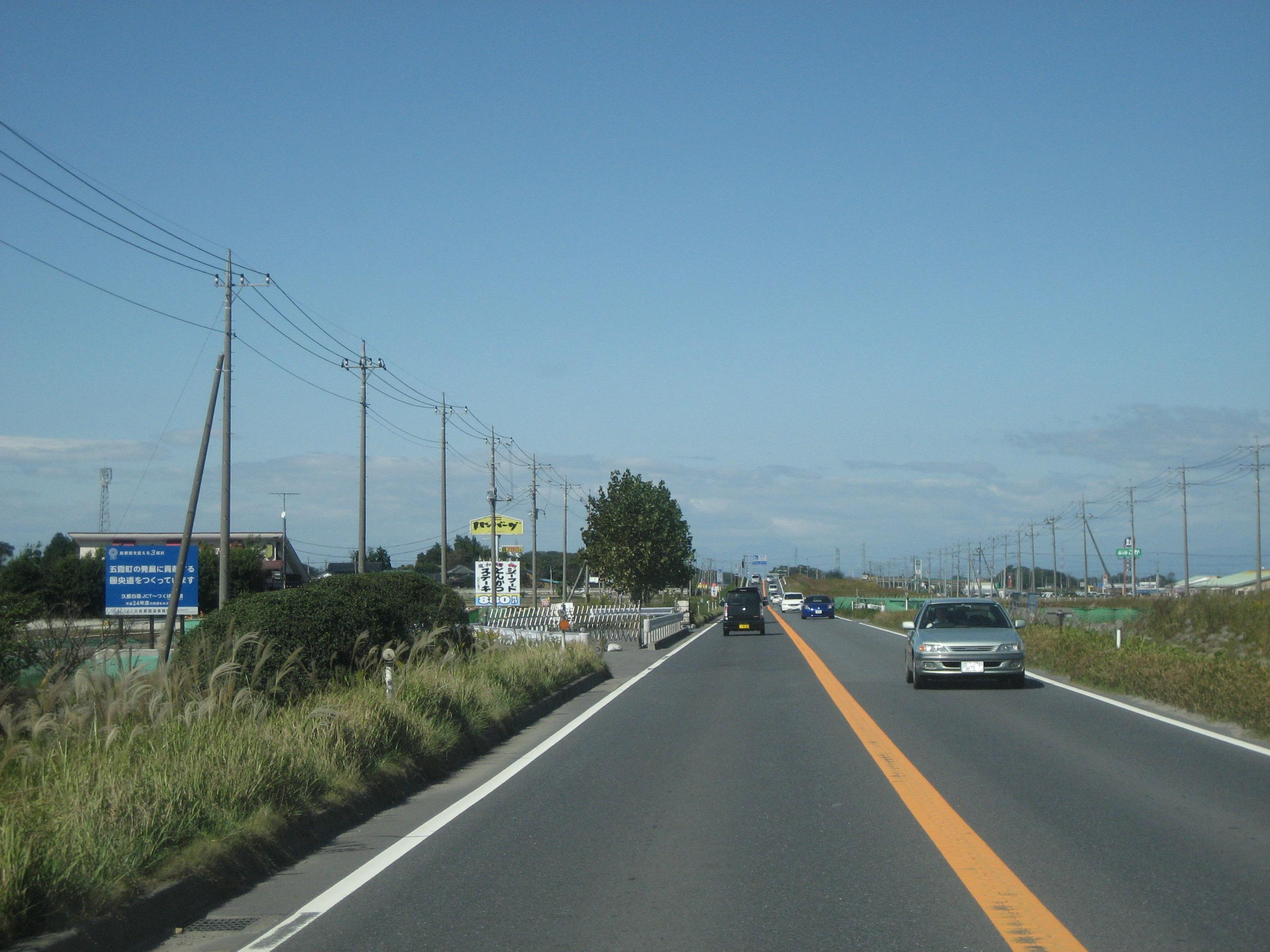
建設前の予定地付近（国道4号線バイパス上）2009年11月

- 2025年（令和7年）3月14日：幸手IC -五霞IC間が4車線化[8]。

## 周辺
- 道の駅ごか
- 五霞町立五霞東小学校
- 江川工業団地
- 幸手工業団地
- 幸手総合公園

## 接続する道路
- C4首都圏中央連絡自動車道(72番)
- 国道4号（新4号国道・春日部古河バイパス） - 当ICを含む茨城県内は暫定2車線で開通したあと、2015年（平成27年）に4車線化している[9]。

## 隣
C4 首都圏中央連絡自動車道
(71)幸手IC - (72)五霞IC - (73)境古河IC